# 呉人徳司
呉人 徳司（くれびと とくす、モンゴル語: Төгс、ᠲᠥᠭᠰ、1965年7月 - ）は、日本の言語学者。東京外国語大学アジア・アフリカ言語文化研究所教授。博士（文学）。中国内モンゴル自治区シリンゴル盟出身。チュクチ語の研究者。

## 学歴
- 1987年7月 - 内モンゴル大学蒙古語言文学系卒業
- 1990年7月 - 内モンゴル大学蒙古語言文学研究科蒙古語専攻修了
- 1995年3月 - 北海道大学大学院文学研究科言語学専攻修士課程修了
- 1998年3月 - 京都大学大学院文学研究科言語学専攻博士後期課程単位取得退学
- 2001年3月 - 京都大学より博士（文学）学位授与

## 職歴
- 1998年4月 - 東京外国語大学アジア・アフリカ言語文化研究所 助手
- 2002年4月 - 同 助教授
- 2017年4月 - 同 教授
- 2008年8月 - 同研究所言語研修（モンゴル語）